# Futebolista Neerlandês do Ano

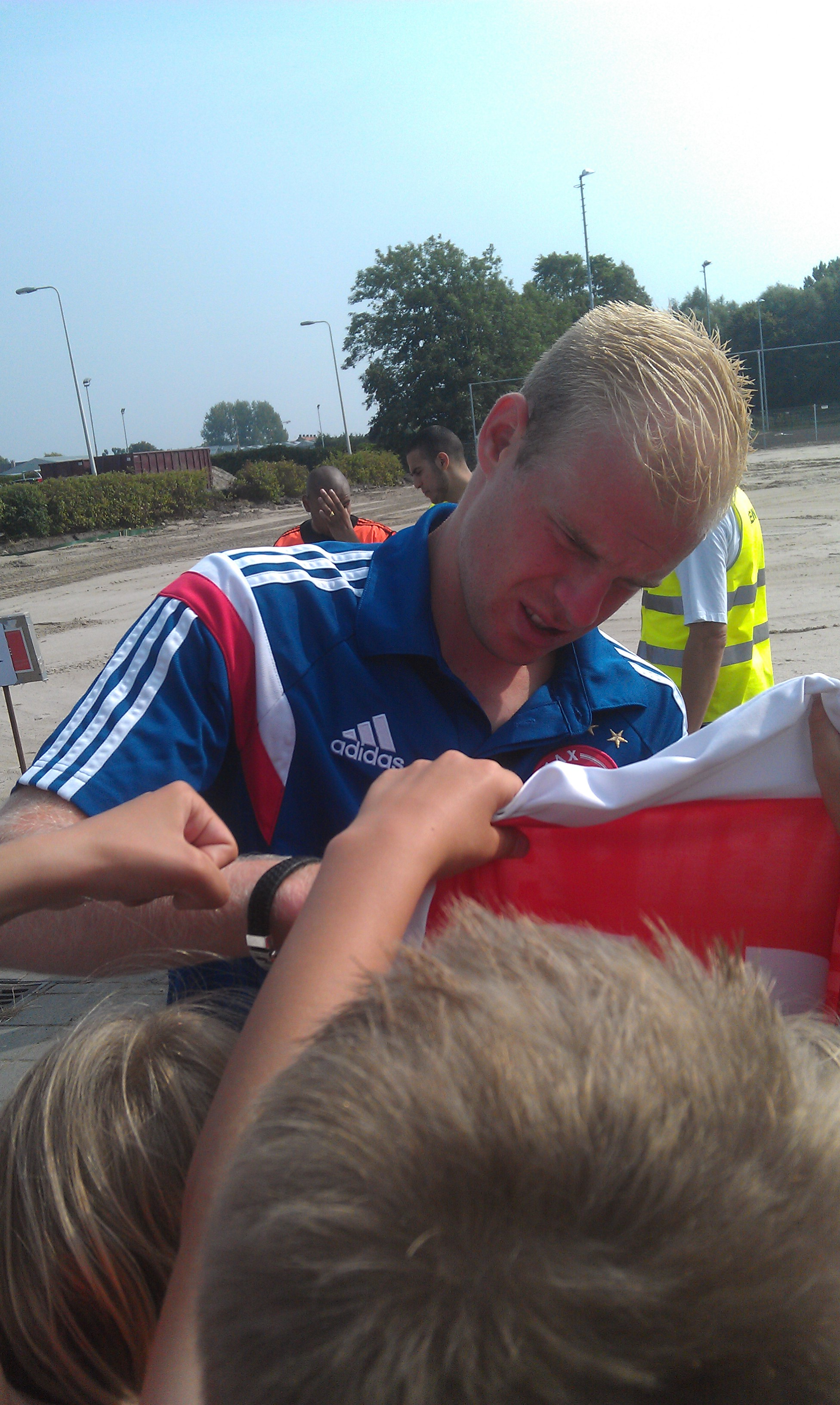
Davy Klaassen, jogador do ano da Eredivise de 2015/16, autografando uma peça de um torcedor.

Futebolista Neerlandês do Ano (Nederlands voetballer van het jaar) é um prêmio entregue ao melhor jogador de futebol da Eredivisie, a primeira divisão do futebol neerlandês.

## História
Em 1962, Vic Steenbergen, membro da diretoria do fã-clube de Eddy Pieters Graafland, teve a ideia de organizar uma eleição para escolher o melhor jogador de futebol do ano. Como o fã-clube tinha pouca visibilidade, a organização passou a ser responsabilidade da revista Revue a partir de 1966, e, posteriormente, da NOS.
| Ano  | Jogador                | Nacionalidade       | Clube               |
| ---- | ---------------------- | ------------------- | ------------------- |
| 1963 | Reinier Kreijermaat    | Países Baixos       | Feyenoord           |
| 1964 | Coen Moulijn           | Países Baixos       | Feyenoord           |
| 1965 | Coen Moulijn           | Países Baixos       | Feyenoord           |
| 1966 | Willy Dullens          | Países Baixos       | Sittardia           |
| 1967 | Eddy Pieters Graafland | Países Baixos       | Feyenoord           |
| 1968 | Johan Cruijff          | Países Baixos       | Ajax                |
| 1969 | Gert Bals              | Países Baixos       | Ajax                |
| 1970 | Rinus Israël           | Países Baixos       | Feyenoord           |
| 1971 | Willem van Hanegem     | Países Baixos       | Feyenoord           |
| 1972 | Johan Cruijff          | Países Baixos       | Ajax                |
| 1973 | Willy Brokamp          | Países Baixos       | MVV Maastricht      |
| 1974 | Prêmio não entregue    | Prêmio não entregue | Prêmio não entregue |
| 1975 | Rinus Israël           | Países Baixos       | Excelsior           |

## Chuteira de Ouro
Desde 1982, a Chuteira de Ouro é concedida ao melhor jogador da Eredivisie (primeira divisão do futebol neerlandês). O prêmio é atribuído com base nas notas que os repórteres do diário neerlandês De Telegraaf e da revista de futebol neerlandês Voetbal International dão aos jogadores toda semana. Para ser elegível, os jogadores precisam disputar um número mínimo de partidas.
| Ano     | Jogador           | Nacionalidade | Clube         |
| ------- | ----------------- | ------------- | ------------- |
| 1981/82 | Martin Haar       | Países Baixos | HFC Haarlem   |
| 1982/83 | Piet Schrijvers   | Países Baixos | Ajax          |
| 1983/84 | Johan Cruijff     | Países Baixos | Feyenoord     |
| 1984/85 | Frank Rijkaard    | Países Baixos | Ajax          |
| 1985/86 | Ruud Gullit       | Países Baixos | PSV Eindhoven |
| 1986/87 | Frank Rijkaard    | Países Baixos | Ajax          |
| 1987/88 | Gerald Vanenburg  | Países Baixos | PSV Eindhoven |
| 1988/89 | Gerald Vanenburg  | Países Baixos | PSV Eindhoven |
| 1989/90 | Edward Sturing    | Países Baixos | Vitesse       |
| 1990/91 | Henny Meijer      | Países Baixos | Groningen     |
| 1991/92 | John Metgod       | Países Baixos | Feyenoord     |
| 1992/93 | Marc Overmars     | Países Baixos | Ajax          |
| 1993/94 | Ed de Goeij       | Países Baixos | Feyenoord     |
| 1994/95 | Danny Blind       | Países Baixos | Ajax          |
| 1995/96 | Danny Blind       | Países Baixos | Ajax          |
| 1996/97 | Jaap Stam         | Países Baixos | PSV Eindhoven |
| 1997/98 | Edwin van der Sar | Países Baixos | Ajax          |
| 1998/99 | Michael Mols      | Países Baixos | Utrecht       |
| 1999/00 | Jerzy Dudek       | Polónia       | Feyenoord     |
| 2000/01 | Johann Vogel      | Suíça         | PSV Eindhoven |
| 2001/02 | Cristian Chivu    | Roménia       | Ajax          |
| 2002/03 | Dirk Kuyt         | Países Baixos | Utrecht       |
| 2003/04 | Maxwell           | Brasil        | Ajax          |
| 2004/05 | Mark van Bommel   | Países Baixos | PSV Eindhoven |

## Jogador de Futebol do Ano da Eredivisie
O título de Jogador do Ano da Eredivisie foi concedido a partir de 1984 pelos jogadores profissionais de futebol da primeira divisão (Eredivisie) e segunda divisão (Eerste Divisie) dos Países Baixos e entregue na cerimônia de gala da Associação de Jogadores Contratados (Vereniging van Contractspelers). Até 1997, o prêmio era dado ao final de cada ano. Depois disso, o prêmio passou a ser dado ao fim de cada temporada, em maio.
| Ano     | Jogador              | Nacionalidade | Clube         |
| ------- | -------------------- | ------------- | ------------- |
| 1984    | Ruud Gullit          | Países Baixos | Feyenoord     |
| 1985    | Marco van Basten     | Países Baixos | Ajax          |
| 1986    | Ruud Gullit          | Países Baixos | PSV Eindhoven |
| 1987    | Ronald Koeman        | Países Baixos | PSV Eindhoven |
| 1988    | Ronald Koeman        | Países Baixos | PSV Eindhoven |
| 1989    | Romário              | Brasil        | PSV Eindhoven |
| 1990    | Jan Wouters          | Países Baixos | Ajax          |
| 1991    | Dennis Bergkamp      | Países Baixos | Ajax          |
| 1992    | Dennis Bergkamp      | Países Baixos | Ajax          |
| 1993    | Jari Litmanen        | Finlândia     | Ajax          |
| 1994    | Ronald de Boer       | Países Baixos | Ajax          |
| 1995    | Luc Nilis            | Bélgica       | PSV Eindhoven |
| 1996    | Ronald de Boer       | Países Baixos | Ajax          |
| 1997    | Jaap Stam            | Países Baixos | PSV Eindhoven |
| 1998/99 | Ruud van Nistelrooy  | Países Baixos | PSV Eindhoven |
| 1999/00 | Ruud van Nistelrooy  | Países Baixos | PSV Eindhoven |
| 2000/01 | Mark van Bommel      | Países Baixos | PSV Eindhoven |
| 2001/02 | Pierre van Hooijdonk | Países Baixos | Feyenoord     |
| 2002/03 | Mateja Kežman        | Sérvia        | PSV Eindhoven |
| 2003/04 | Maxwell              | Brasil        | Ajax          |
| 2004/05 | Mark van Bommel      | Países Baixos | PSV Eindhoven |

## Fusão
Em 2006, os dois prêmios foram fundidos. Desde então, o Jogador de Futebol do Ano é premiado com a Chuteira de Ouro Neerlandesa, e o prêmio é entregue na cerimônia de gala da Associação de Jogadores Contratados.
| Ano     | Jogador                                                                              | Nacionalidade                                                                        | Clube                                                                                |
| ------- | ------------------------------------------------------------------------------------ | ------------------------------------------------------------------------------------ | ------------------------------------------------------------------------------------ |
| 2005/06 | Dirk Kuyt                                                                            | Países Baixos                                                                        | Feyenoord                                                                            |
| 2006/07 | Afonso Alves                                                                         | Brasil                                                                               | Ajax                                                                                 |
| 2007/08 | Johnny Heitinga                                                                      | Países Baixos                                                                        | PSV Eindhoven                                                                        |
| 2008/09 | Mounir El Hamdaoui                                                                   | Marrocos                                                                             | PSV Eindhoven                                                                        |
| 2009/10 | Luis Suárez                                                                          | Uruguai                                                                              | PSV Eindhoven                                                                        |
| 2010/11 | Theo Janssen                                                                         | Países Baixos                                                                        | PSV Eindhoven                                                                        |
| 2011/12 | Jan Vertonghen                                                                       | Bélgica                                                                              | Ajax                                                                                 |
| 2012/13 | Wilfried Bony                                                                        | Costa do Marfim                                                                      | Ajax                                                                                 |
| 2013/14 | Daley Blind                                                                          | Países Baixos                                                                        | Ajax                                                                                 |
| 2014/15 | Georginio Wijnaldum                                                                  | Países Baixos                                                                        | Ajax                                                                                 |
| 2015/16 | Davy Klaassen                                                                        | Países Baixos                                                                        | Ajax                                                                                 |
| 2016/17 | Karim El Ahmadi                                                                      | Marrocos                                                                             | PSV Eindhoven                                                                        |
| 2017/18 | Hakim Ziyech                                                                         | Marrocos                                                                             | Ajax                                                                                 |
| 2018/19 | Matthijs de Ligt                                                                     | Países Baixos                                                                        | PSV Eindhoven                                                                        |
| 2019/20 | Prêmio não entregue devido à competição não finalizada devido à Pandemia de COVID-19 | Prêmio não entregue devido à competição não finalizada devido à Pandemia de COVID-19 | Prêmio não entregue devido à competição não finalizada devido à Pandemia de COVID-19 |
| 2020/21 | Dušan Tadić                                                                          | Sérvia                                                                               | Ajax                                                                                 |
| 2021/22 | Cody Gakpo                                                                           | Países Baixos                                                                        | PSV Eindhoven                                                                        |
| 2022/23 | Orkun Kökçü                                                                          | Turquia                                                                              | Feyenoord                                                                            |
| 2023/24 | Luuk de Jong                                                                         | Países Baixos                                                                        | PSV Eindhoven                                                                        |

## Revelação do Futebol Neerlandês do Ano
O título de Revelação do Futebol Neerlandês do Ano (Nederlands Voetbal Talent van het Jaar) é um prêmio concebido nos Países Baixos desde 1984 para futebolistas com menos de 21 anos. Foi substituído pelo prêmio Cruijff Johan Prijs em 2003.
| Ano                  | Jogador                                           | Nacionalidade                                     | Clube                                             |
| -------------------- | ------------------------------------------------- | ------------------------------------------------- | ------------------------------------------------- |
| 1984                 | Mario Been                                        | Países Baixos                                     | Feyenoord                                         |
| 1985                 | Frans van Rooy                                    | Países Baixos                                     | PSV Eindhoven                                     |
| 1986                 | Aron Winter                                       | Países Baixos                                     | Ajax                                              |
| 1987                 | Bryan Roy                                         | Países Baixos                                     | Ajax                                              |
| 1988                 | Pieter Huistra                                    | Países Baixos                                     | Twente                                            |
| 1989                 | Richard Witschge                                  | Países Baixos                                     | Ajax                                              |
| 1990                 | Dennis Bergkamp                                   | Países Baixos                                     | Ajax                                              |
| 1991                 | Gaston Taument                                    | Países Baixos                                     | Feyenoord                                         |
| 1992                 | Marc Overmars                                     | Países Baixos                                     | Ajax                                              |
| 1993                 | Clarence Seedorf                                  | Países Baixos                                     | Ajax                                              |
| 1994                 | Clarence Seedorf                                  | Países Baixos                                     | Ajax                                              |
| 1995                 | Patrick Kluivert                                  | Países Baixos                                     | Ajax                                              |
| 1996                 | Jon Dahl Tomasson                                 | Dinamarca                                         | Heerenveen                                        |
| 1997                 | Boudewijn Zenden                                  | Países Baixos                                     | PSV Eindhoven                                     |
| 1998                 | Mark van Bommel                                   | Países Baixos                                     | Fortuna Sittard                                   |
| 1999                 | Arnold Bruggink                                   | Países Baixos                                     | PSV Eindhoven                                     |
| 2000                 | Rafael van der Vaart                              | Países Baixos                                     | Ajax                                              |
| 2001                 | Robin van Persie                                  | Países Baixos                                     | Feyenoord                                         |
| 2002                 | Arjen Robben                                      | Países Baixos                                     | PSV Eindhoven                                     |
| 2003                 | Johnny Heitinga                                   | Países Baixos                                     | Ajax                                              |
| Prêmio Johan Cruijff |                                                   |                                                   |                                                   |
| 2003                 | Arjen Robben                                      | Países Baixos                                     | PSV Eindhoven                                     |
| 2004                 | Wesley Sneijder                                   | Países Baixos                                     | Ajax                                              |
| 2005                 | Salomon Kalou                                     | Costa do Marfim                                   | Feyenoord                                         |
| 2006                 | Klaas-Jan Huntelaar                               | Países Baixos                                     | Ajax                                              |
| 2007                 | Ibrahim Afellay                                   | Países Baixos                                     | PSV Eindhoven                                     |
| 2008                 | Miralem Sulejmani                                 | Sérvia                                            | Heerenveen                                        |
| 2009                 | Eljero Elia                                       | Países Baixos                                     | Twente                                            |
| 2010                 | Gregory van der Wiel                              | Países Baixos                                     | Ajax                                              |
| 2011                 | Christian Eriksen                                 | Dinamarca                                         | Ajax                                              |
| 2012                 | Adam Maher                                        | Países Baixos                                     | AZ Alkmaar                                        |
| 2013                 | Marco van Ginkel                                  | Países Baixos                                     | Vitesse                                           |
| 2014                 | Davy Klaassen                                     | Países Baixos                                     | Ajax                                              |
| 2015                 | Memphis Depay                                     | Países Baixos                                     | PSV Eindhoven                                     |
| 2016                 | Vincent Janssen                                   | Países Baixos                                     | AZ Alkmaar                                        |
| 2017                 | Kasper Dolberg                                    | Países Baixos                                     | Ajax                                              |
| 2018                 | Matthijs de Ligt                                  | Países Baixos                                     | Ajax                                              |
| 2019                 | Frenkie de Jong                                   | Países Baixos                                     | Ajax                                              |
| 2020                 | Prêmio não entregue devido à Pandemia de COVID-19 | Prêmio não entregue devido à Pandemia de COVID-19 | Prêmio não entregue devido à Pandemia de COVID-19 |
| 2021                 | Ryan Gravenberch                                  | Países Baixos                                     | Ajax                                              |
| 2022                 | Jurriën Timber                                    | Países Baixos                                     | Ajax                                              |
| 2023                 | Xavi Simons                                       | Países Baixos                                     | PSV Eindhoven                                     |
| 2024                 | Johan Bakayoko                                    | Bélgica                                           | PSV Eindhoven                                     |

## Goleiro Neerlandês do Ano
| Ano     | Jogador            | Nacionalidade | Clube           |
| ------- | ------------------ | ------------- | --------------- |
| 1987    | Hans van Breukelen | Países Baixos | PSV Eindhoven   |
| 1988    | Hans van Breukelen | Países Baixos | PSV Eindhoven   |
| 1989    | Ruud Hesp          | Países Baixos | Fortuna Sittard |
| 1990    | Stanley Menzo      | Países Baixos | Ajax            |
| 1991    | Hans van Breukelen | Países Baixos | PSV Eindhoven   |
| 1992    | Hans van Breukelen | Países Baixos | PSV Eindhoven   |
| 1993    | Ed de Goeij        | Países Baixos | Feyenoord       |
| 1994    | Edwin van der Sar  | Países Baixos | Ajax            |
| 1995    | Edwin van der Sar  | Países Baixos | Ajax            |
| 1996    | Edwin van der Sar  | Países Baixos | Ajax            |
| 1997    | Edwin van der Sar  | Países Baixos | Ajax            |
| 1998/99 | Jerzy Dudek        | Polónia       | Feyenoord       |
| 1999/00 | Jerzy Dudek        | Polónia       | Feyenoord       |
| 2000/01 | Ronald Waterreus   | Países Baixos | PSV Eindhoven   |
| 2001/02 | Edwin Zoetebier    | Países Baixos | Feyenoord       |
| 2002/03 | Dennis Gentenaar   | Países Baixos | NEC Nijmegen    |
| 2003/04 | Gábor Babos        | Hungria       | NAC Breda       |